# Chaoborus microstictus
Chaoborus microstictus är en tvåvingeart som beskrevs av Edwards 1930. Chaoborus microstictus ingår i släktet Chaoborus och familjen tofsmyggor. Inga underarter finns listade i Catalogue of Life.